# Ordine della Stella rossa
Stabilito il 6 aprile del 1930, l'ordine della Stella rossa (in russo Орден Краснoй Звезды?, Orden Krasnoj Zvezdy) era una decorazione militare dell'Unione Sovietica, distribuita al personale dell'Armata Rossa e della Marina militare sovietica per «azioni eccezionali in causa della difesa dell'Unione Sovietica, tanto in tempi di guerra come in tempi di pace». Il primo insignito fu Vasilij Konstantinovič Bljucher nel settembre del 1930.
La decorazione consisteva in una stella pentagonale rossa, recante al centro l'immagine metallica di un soldato con il suo fucile. Sotto l'immagine era situata la sigla CCCP (URSS), e il tutto era sovrastato dalla scritta circolare «Proletari di tutti i paesi, unitevi!». Infine, nella parte inferiore della stella, erano presenti falce e martello. La decorazione era collocata nel lato destro del petto, senza fiocco sebbene questo si potesse utilizzare in occasioni meno formali.
L'ordine della Stella rossa fu una delle decorazioni militari più comuni durante la grande guerra patriottica; ne vennero create circa 3 milioni per più di 2 milioni di soldati, molti dei quali giovani ufficiali.
L'ordine venne anche usato come decorazione per lunghe carriere militari, fino allo stabilimento della Medaglia al servizio impeccabile nel 1958.